# Troy, New York
Troy este un oraș din statul  New York și sediul comitatului Rensselaer. Orașul se găsește la marginea vestică a comitatului, pe malul estic al râului Hudson. Troy are legături strânse cu orașele apropiate, Albany și Schenectady (care se găsește în comitatul omonim numelui său), formând o regiune denumită colocvial Districtul Capitalei, care are o populație de peste 1.180.000 de locuitori. La recensământul din 2010, Troy avea o populație de 50.129. Moto-ul orașului Troy este „Ilium fuit, Troja est”, însemnând „Ilium era, Troy este”.
Troy este sediul Institutului Politehnic Rensselaer, cea mai veche facultate tehnică și particulară de inginerie din Statele Unite, fondată în anul 1824. Din cauza râurilor, aflate în preajma sa, căi de comunicare ieftine și sigure, a doua revoluție industrială din Lumea Nouă, revoluția industrială americană, a avut loc în acestă zonă a statului New York, făcând din Troy al patrulea oraș ca bogație din America, la începutul secolului douăzeci.
De asemenea, Troy este cunoscut pentru bogata și variata sa arhitectură victoriană din centrul orașului și pentru numeroasele sale case particulare, elaborat proiectate și construite, aflate în diverse cartiere. Mai multe biserici afișează „cu justificată mândrie” diverse colecții de vitralii, realizate de Louis Comfort Tiffany, cunoscutul artist plastic și desgner. Municipalitatea Troy se mândrește și cu faimoasa Troy Music Hall (Sala de concerte Troy), denumită înainte "Troy Savings Bank Music Hall" (Sala de concerte a Băncii [orașului] Troy), construită în anii 1870, considerată a avea o acustică foarte bună.

## Istoric

### Anii 1600 - 1670
Înaintea sosirii europenilor, zona era populată de tribul nativ-american Mahican (ortografiat adesea ca Mohican). Mahicanii (sau mohicanii} avuseseră mai multe așezări de-a lungul râului Hudson (devenit ulterior fluviu), în apropierea confluenței sale cu râul Mohawk.
Tot pământul zonelor cunoscute azi ca Poesten Kill și Wynants Kill fuseseră deținute de două grupuri de mohicani. Pământul din jurul zonei Poesten Kill fusese al mohicanilor Skiwias, fiind numit numit Panhooseck. Zona din jurul Wynants Kill, cunoscută ca Paanpack, fusese proprietatea mohicanilor Peyhaunet. Pământul dintre confluența râurilor, care este astăzi parte a downtown-ul orașelor Troy și South Troy, fusese posesiune mohicanilor Annape. Sudul zonei Wynants Kill până la prezenta localitate North Greenbush, fuseseră deținute de mahicanii Pachquolapiet.
Toate aceste mari parcele imobiliare a fost vândute Republicii olandeze (mai exact, Republicii celor Șapte Provincii Unite ale Țărilor de Jos), între anii 1630 și 1657, fiecare dintre achiziții fiind efectuate sub controlul și cu aprobarea mohicanilor Skiwias, supremii lideri (numiți Sachemi) ai mohicanilor timpului. In total, more than 75 individual Mohicans were involved in deed signings in the 17th century.

### Transferul de putere
Olandezii începuseră să colonizeze zona în primele decenii ale secolului al 17-lea. După tranzacțiile Republicii Olandeze cu mohicanii, Kiliaen van Rensselare, un negustor foarte bogat al timpului, a creat o zonă imobiliară colonial numită Rensselaerswyck. Ulterior, diverși coloniști olandezi, și mai apoi englezi, au cumpărat pamânt deținut de Rensselaerswyck. Spre exemplu, în anul 1707, numitul Derick Van der Heyden cumpărase o suprafață de 65 de acri (circa 26 de hectare) pe care a realizat o fermă, aflată lângă ceea ce azi este centrul orașului de Troy. 
Stăpânirea asupra New York-ului a trecut de la olandezi la englezi, în anul 1664, la 8 septembrie, iar, ca urmare inerentă, Nieuw Amsterdam devine New York.

### Actualul nume, statut
În anul 1789, Troy a primit numele său curent, după un vot al populației, ca o referire la Troia din celebra epopee Iliada a celebrului Homer. În anul 1791, Troy a fost încorporat ca oraș, și s-a extins mereu înspre est și nord, înspre statele New Hampshire și Vermont. La un moment dat, se extinsese atât de mult, încât inclusese și localitatea Petersburg din același stat, New York. În anul 1789, a urmat un „reflux” al dezvoltării, Troy pierzând statutul de oraș, pentru a deveni târg (town), apoi sat, pentru ca, din nou, în anul 1816, să redevină oraș.